# Fenian raids
De Fenian raids werden tussen 1866 en 1871 uitgevoerd door het Fenian Broederschap, een Iers-republikeinse organisatie in de Verenigde Staten. Vanuit daar viel het Broederschap Britse forten en grensposten in buurland Canada aan om Groot-Brittannië onder druk te zetten zich terug te trekken uit Ierland.

## 1866
De eerste aanvalspoging vond in april 1866 plaats onder leiding van John O'Mahony bij Campobello Island, New  Brunswick. Zevenhonderd  Fenians hadden zich verzameld bij de Maine, recht tegenover het eiland dat ze wilden veroveren. Het verschijnen van Britse oorlogsschepen ontmoedigde de aanvallers, waarna zij verdwenen
Na de mislukte eerste poging werd er in het westen van Canada een nieuwe actie georganiseerd. Op 1 juni staken duizend tot dertienhonderd Fenians de Niagara over. De Amerikaanse kannoneerboot USS Michigan was gesaboteerd, waardoor deze aanvankelijk niet kon ingrijpen. De problemen met het schip waren een halve dag later verholpen. Het ongezien oversteken van de rivier was daarna niet meer mogelijk, waardoor de Fenians in Canada waren afgesneden van hulp.
De Ieren waren doorgaans goedgetrainde veteranen uit de Amerikaanse Burgeroorlog. Zij namen het op tegen onervaren Canadese troepen, hoewel goed bewapend. Ten noorden van Ridgeway in Ontario vond een gevecht plaats waarbij aan Canadese kant 28 doden vielen op de dag zelf. Zeker 33 Canadezen overleden in de periode daarna alsnog aan hun verwondingen. Op dezelfde dag vond bij Erie nog een korter gevecht plaats. Vanwege de toenemende Canadese versterkingen besloten de Fenians terug te keren naar de Verenigde Staten. De terugweg was door de USS Michigan echter afgesloten. Een groot deel gaf zich daarom over aan de Amerikaanse autoriteiten.
Vijf dagen na de aanval verklaarde president Andrew Johnson dat de neutraliteitswetten strikt zouden worden gehandhaafd. Generaal Ulysses S. Grant en generaal George Meade arriveerden in Buffalo, New York, en zagen er op toe dat er geen grensoverschrijdingen meer plaatsvonden. Het Amerikaanse leger kreeg de opdracht om munitie en wapens van de Fenians in beslag te nemen.
In de periode daarna werden veel leiders van het Broederschap gearresteerd door de Amerikaanse autoriteiten. Dit kon niet verhinderen dat er op 7 juni een nieuwe inval plaats vond in het oosten van Canada. Onder leiding van Samuel Spear werden een aantal dorpen in Quebec bezet. De Fenians hadden weinig wapens, munitie en voorraden en gaven zich over toen een dag later de eerste Canadese troepen arriveerden.

## 1870-1871
Van 1870 tot 1871 vonden er wederom een aantal invasies plaats in de provincies Quebec en Manitoba, hoewel kleiner in omvang. Het bekendst werd een aanval op een grenspost, waarvan de Fenians geloofden dat deze in Canada lag. In feite was het een grenspost die zich twee kilometer van de grens bevond op Amerikaans grondgebied.

## Nasleep
De steun voor de acties verdween snel. Rond 1890 was het reële gevaar voor nieuwe invallen geweken. De raids vormden een impuls voor het Canadese nationalisme en droegen bij aan een snellere eenwording en het opgaan van losse provincies in de Confederatie van Canada. Ook werd er meer geïnvesteerd in de eigen militaire kracht. De weerstand onder de bevolking tegen de Verenigde Staten nam toe omdat er door de Amerikaanse autoriteiten niet werd opgetreden tegen de Fenians. Achteraf ontvingen zij slechts lichte straffen of gingen helemaal vrijuit. Op de Ierse onafhankelijk hadden de acties juist geen invloed.